# 勒塔特尔 (索恩-卢瓦尔省)
勒塔特尔（法語：Le Tartre，法語發音：[lə taʁtʁ]）是法国索恩-卢瓦尔省的一个市镇，属于卢昂区。

## 地理
勒塔特尔（46°44'28"N, 5°21'45"E）面积3.83 平方千米，位于法国勃艮第-弗朗什-孔泰大區索恩-卢瓦尔省，该省份为法国中部省份，北起顺时针与科多尔省、汝拉省、安省、罗讷省、卢瓦尔省、阿列省和涅夫勒省接壤。
与勒塔特尔接壤的市镇（或旧市镇、城区）包括：科日、布雷斯地区弗朗日。

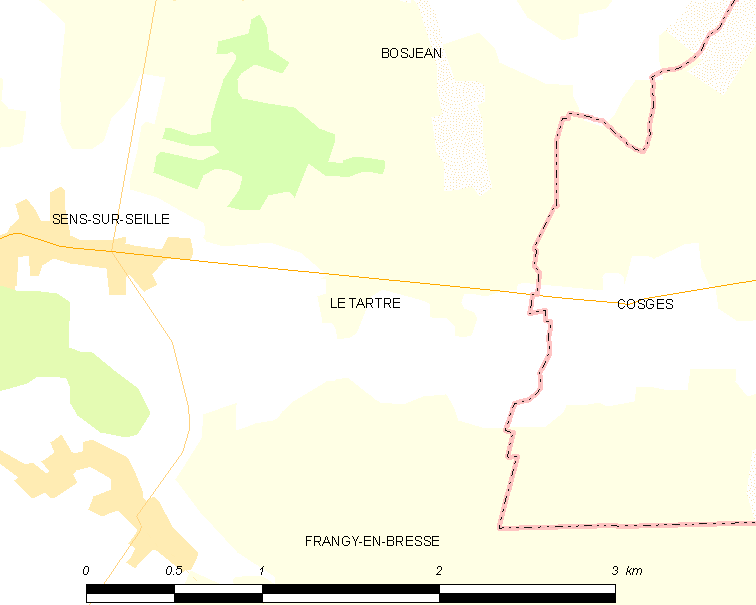
的OSM定位图

勒塔特尔的时区为UTC+01:00、UTC+02:00（夏令时）。

## 行政
勒塔特尔的邮政编码为71330，INSEE市镇编码为71534。

## 政治
勒塔特尔所属的省级选区为皮埃尔德布雷斯县。

## 人口

1962-2008年间人口变化图示

勒塔特尔于2022年1月1日时的人口数量为109人。